# Xenassiminea nana
Xenassiminea nana — вид черевоногих молюсків родини Assimineidae. Описаний у 2023 році.

## Поширення
Ендемік Японії. Мешкає в прибережній зоні від центральної до західної частини Хонсю, на островах Сікоку та Кюсю.

## Опис
Розмір раковини 0,8 мм в довжину та 1,1 мм в діаметрі, і є найменшим серед відомих асимінеїд. Цей вид має тонкий, безбарвний, напівпрозорий, вдавлений і гвинтоподібний панцир.

## Спосіб життя
Молюск живе у вузьких просторах під камінням або у гравії, глибоко похованому в піщаному мулі, великих заток або солонуватих акваторій естуаріїв. Тварин часто знаходили повзаючими по глиняних стінах нір червів та крабових нір.